# Зизаний, Лаврентий Иванович
Лаврентий Иванович Зизаний, также Лаврентий Тустановский (настоящая фамилия — Куколь; около 1570 — после 1633) — украинский и белорусский языковед, писатель, переводчик, педагог, православный богослов и церковный деятель. Брат Стефана Зизания.

## Биография
Преподавал церковнославянский и греческий языки: до 1592 года во Львовской братской школе, в 1592—1596 — в Берестейской, в 1596—1597 — в Виленской (ныне Вильнюс) братских школах.
В 1597—1600 был домашним учителем в семье князя Богдана Ивановича Соломирецкого в его имении возле Минска, в 1600—1602 — князя Александра Константиновича Острожского в Ярославле Галицком.
В 1612—1618 — священник соборной церкви в местечке Корка близ города Ровно.

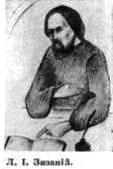
Лаврентий Зизаний миниатюра XVIII века (с оригинала XVII века)

В 1620-х годах по приглашению архимандрита Киево-Печерской лавры Елисея Плетенецкого приехал в Киев, участвовал в редактировании лаврских изданий, переводил с греческого языка на церковнославянский, занимался проповеднической деятельностью.
Написал на западнорусском языке «Катехизис» (изд. 1627), полемический трактат с критикой основ католицизма и протестантизма. Перед этим (1626) в Москве участвовал в миссии митрополита Иова Борецкого в Москву, где он представил патриарху Филарету рукопись своего катехизиса для правки. Патриарх поручил исправление богоявленскому игумену Илье и справщику Григорию Онисимову. По поводу некоторых спорных мест у Лаврентия Зизания состоялась с ними дискуссия, где Зизаний показательно отказался от всех тех утверждений, которые были заподозрены московскими цензорами. И хотя катехизис Зизания был напечатан в 1627 году, тем не менее московский патриарх Филарет не позволил выпустить произведение в свет. В результате уже изданный «Катехизис» был сожжён, сохранилось лишь 4 экз. По мнению патриарха Филарета, эта книга была не выражением веры православной церкви того времени, а лишь «сочинением одного литовского протопопа, исправленным двумя московскими грамотеями». Случайно уцелело несколько экземпляров. В «Катехизисе» Зизаний манифестировал свои рационалистические и гуманистические взгляды, в частности, объяснение многих явлений естественными причинами и критику оккультных наук, в частности, астрологии; ставил под сомнение догмат о единосущности Троицы и обосновал тезис о свободе воли человека, способного «самовластно» делать выбор между добром и злом. Относительно происхождения души Зизаний-Тустановский выражает мысль о создании души Богом и её бессмертии и одновременно передаче её от родителей к детям через естественное зачатие. Осмысление общественно-политической проблематики сводится у Зизания-Тустановского к отстаиванию принципа равенства всех людей перед Богом. Он дает неоднозначную оценку богатству, считая, что оно, в зависимости от использования, может быть добром или злом. Труды Зизания-Тустановского стали вкладом в развитие философской терминологии. После 1627 года издавался в гродненской старообрядческой типографии в 1783, 1787 и 1788 годах (издания отличаются лишь деталями оформления). Также издан в типографии Единоверческой Святотроицкой Введенской церкви в 1874 г.
Прение о катехизисе напечатано Тихонравовым в «Летописи русской литературы и древностей» (кн. IV, отд. II, и отдельно Общ. Люб. Др. Письм., СПб. 1878 № XVII).
В 1627 году вернулся в Киев, где вместе с А. Мужиловским анализировал книгу Мелетия Смотрицкого «Apologia peregrinatiey do Kraiow Wschodnych» («Апология путешествия в восточные края»). 1628 на Киевском церковном соборе выдвинул против автора книги 105 пунктов обвинений за отступничество от православия .
В 1596 издал азбуку и церковнославянскую грамматику. Грамматика Зизания — один из первых памятников восточнославянской филологии. Написана с сознательной ориентацией на греческие и латинские образцы. Целью её было доказать равную значимость церковнославянского языка с греческим; описательных или нормативных целей Зизаний не преследовал (его предписания иногда достаточно сильно отклоняются от реальной языковой практики того времени).
В 1628 году вернулся в Корец. О дальнейшей его судьбе данных не имеется.

## Научное наследие
Главные труды: букварь «Наука ку читаню и розумѣню писма словенскаго…» (1596), «Лексис, Сирѣчь реченїя, Въкратъцѣ събран(ъ)ны и из слове(н)скаго языка на просты(й) рускі(й) діале(к)тъ истол(ъ)кованы», «Грамматіка словенска» (обе напечатаны 1596 в Вильне).
Зизаний значительно усовершенствовал и обогатил славянскую лингвистическую терминологию. Издал и откомментировал ряд теологических произведений.

### «Лексис…»

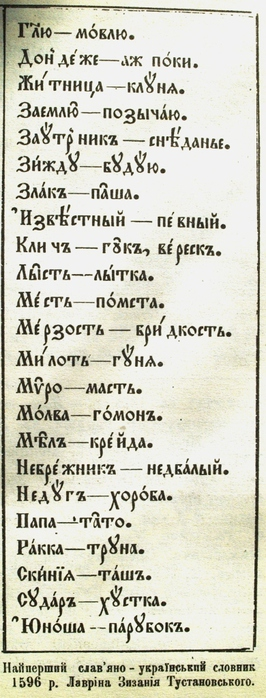
Первый на Руси словарь — «Лексис» Лаврентия Зизания (1596 год). Слева — лексика книжная, то есть церковнословянская, справа — живая лексика Юго-Западной Руси

«Лексис …» Зизания — первый печатный церковнославянско-западнорусский словарь. Словарь сыграл значительную роль в дальнейшем развитии восточнославянской лексикографии.
«Лексис …» — церковнославянско-западнорусский печатный словарь для школьного обучения. Его реестр организован по дифференциальному принципу (то есть приводятся только церковнославянские слова, отличные от западнорусских по форме или значению).
Зизаний первый в истории восточнославянского языкознания разработал и применил большинство основных лексикографических методов упорядочивания словаря. Его «Лексис …» был образцом и основой «Лексикона» Памвы Берынды, российских алфавитников.

### «Грамматіка словенска…»
«Грамматіка словенска совершенного искусства осми частей слова» Зизания (1596) — первый систематический учебник церковнославянского языка, предназначенный для школ. Здесь определены четыре части грамматики, выделено 8 частей речи. В произведении Зизаний проводит античные и ренессансные идеи о грамматике как начале изучения всех наук, демонстрирует её связь с риторикой, логикой и философией, много внимания уделяет философии Аристотеля, Эпикура и др.
Зизаний ввел творительный падеж в славянскую грамматику, выделил 10 склонений. Дал «каноны орфографии» церковнославянского языка восточнославянско-украинской редакции.
Как первая попытка обработки фонетической и морфологической систем церковнославянского языка, выявление его специфических особенностей, «Грамматіка словенска» Зизания была значительным шагом в славянской филологии.

## Сочинения
- Лексис. Вильно 1596 год
- Грамматика славенская. — Вильно: 1596. — 96 л.; 8°.
- Лаврентій Зизаній. Граматика словенська. К., 1980.
- Беседословие или «Большой катехизис» (издание отменено в 1626, издавался в Гродно в 1783, 1787, 1788 гг. и позднее)

## Галерея

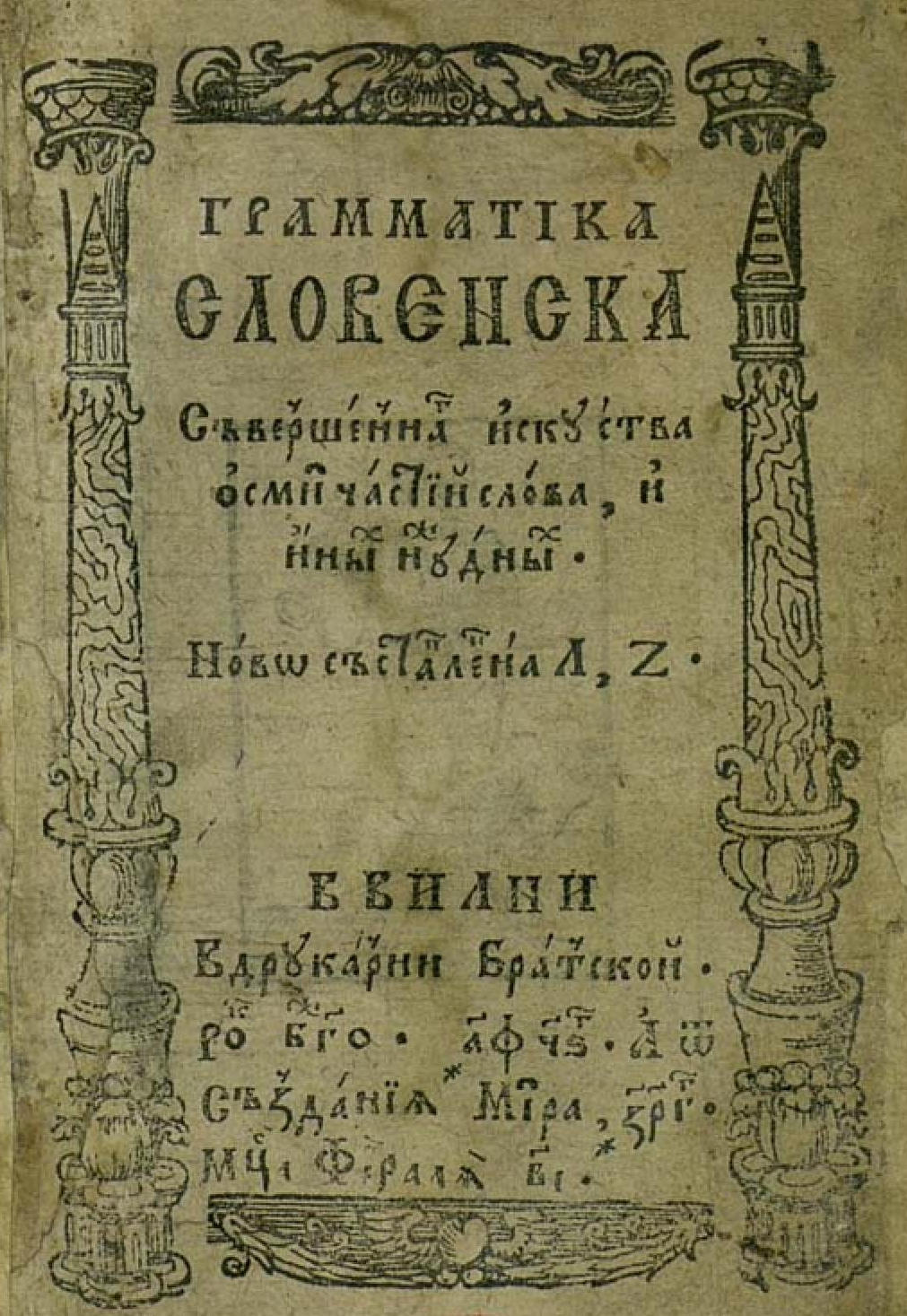
«Грамматика словенска, 1596»
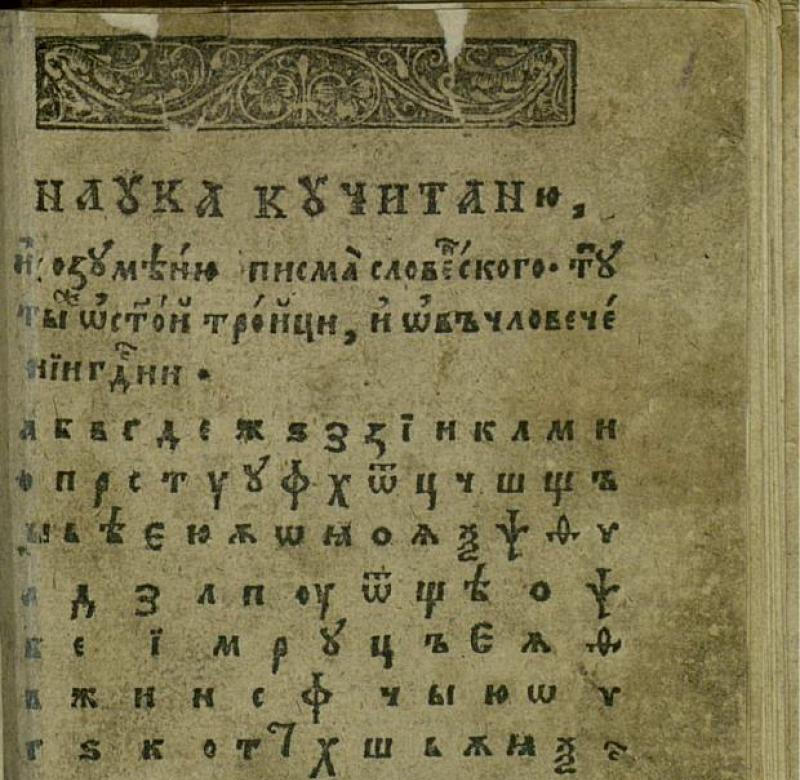
«Наука ку читаню и розуменю писма словенскаго»
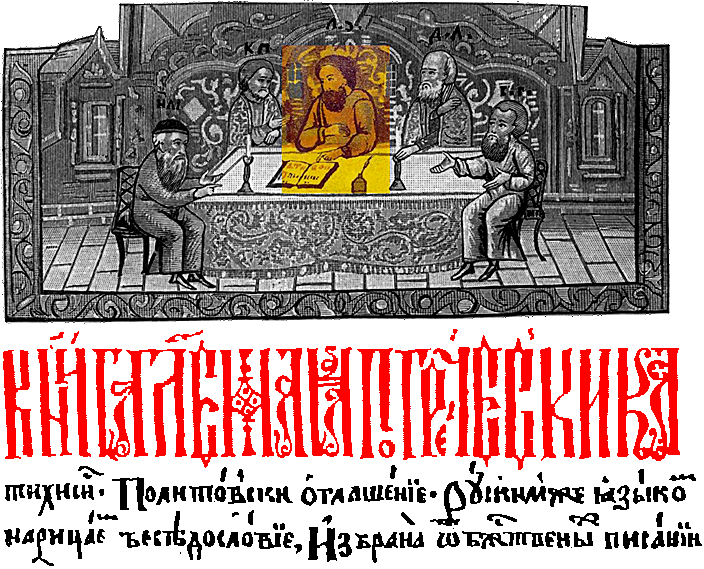
Богословский диспут справщиков с Лаврентием Зизанием (в центре). Рукописная миниатюра начала XVIII века, с оригинала XVII века
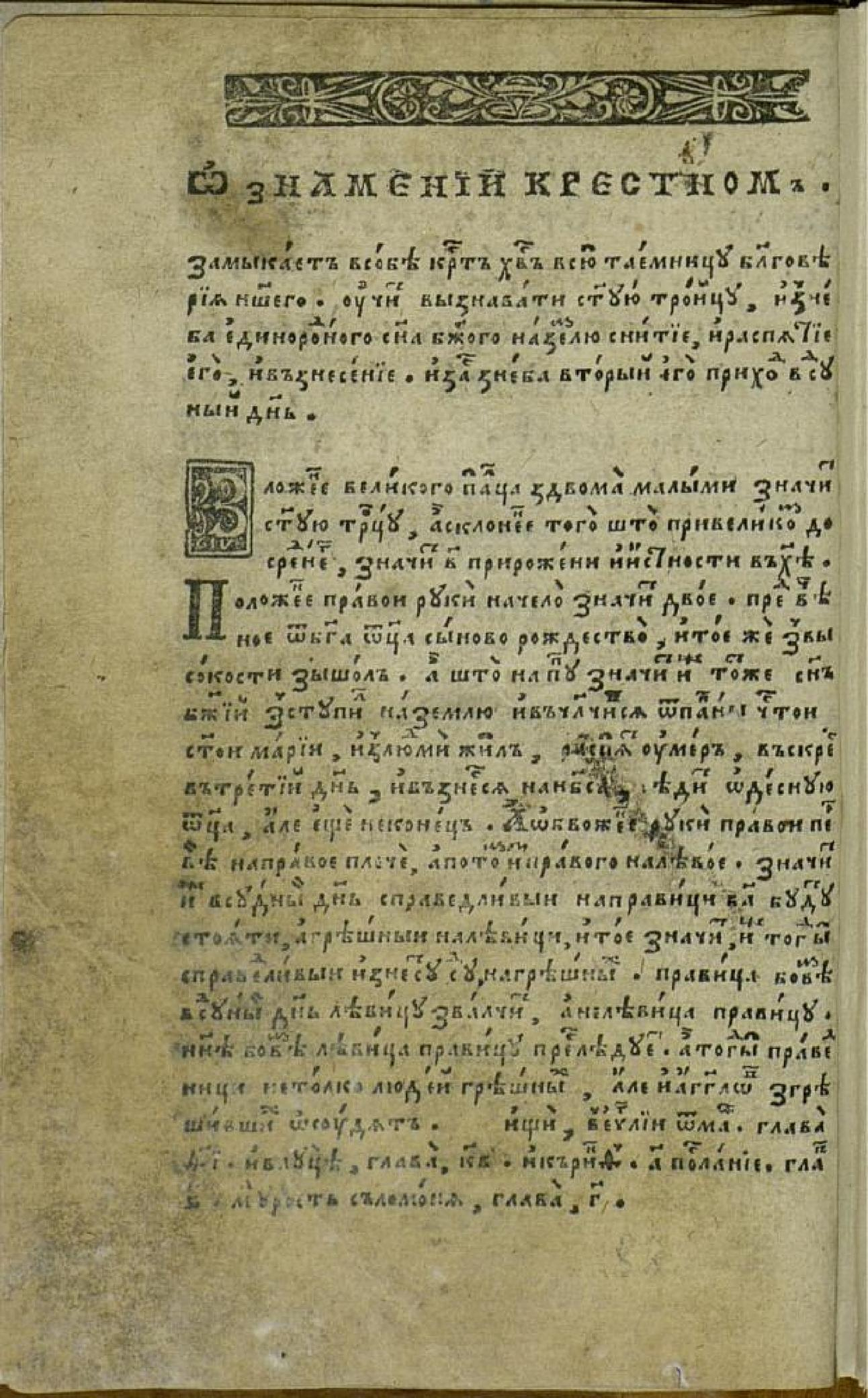
«Лексис» 1596 год. 68 страница О знамении крестном
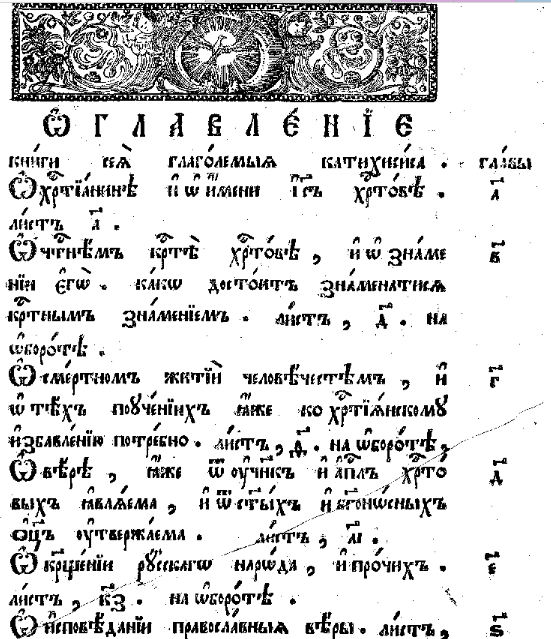
«Большой катехизис» Лаврентия Зизания. Оглавление.  Гродненское издание 1783 г.